# Shahrestān di Zarand
Lo shahrestān di Zarand (farsi شهرستان زرند) è uno dei 23 shahrestān della provincia di Kerman, il capoluogo è Zarand. Lo shahrestān è suddiviso in 2 circoscrizioni (bakhsh): 
- Centrale (بخش مرکزی), con le città di Zarand e  Reyhanshahr.
- Yazdan Abad (بخش یزدان آباد), con la città di Yazdanshahr.